# Dimapur (huyện)
Huyện Dimapur là một huyện thuộc bang Nagaland, Ấn Độ. Thủ phủ huyện Dimapur đóng ở Dimapur. Huyện Dimapur có diện tích 926 ki lô mét vuông. Đến thời điểm năm 2001, huyện Dimapur có dân số 308382 người.